# Continental Basketball Association 1994-1995
La stagione CBA 1994-95 fu la 49ª della Continental Basketball Association. Parteciparono 16 squadre divise in quattro gironi.
Rispetto alla stagione precedente i Wichita Falls Texans, i Rochester Renegades, i Fargo-Moorhead Fever, i La Crosse Catbirds e i Columbus Horizon si trasferirono rispettivamente a Chicago, Harrisburg, Città del Messico, Pittsburgh e Shreveport, rinominandosi Chicago Rockers, Harrisburg Hammerheads, Mexico City Aztecas, Pittsburgh Piranhas e Shreveport Crawdads. I Grand Rapids Hoops cambiarono denominazione in Grand Rapids Mackers. Gli Harrisburg Hammerheads e gli Hartford Hellcats non terminarono la stagione.

## Squadre partecipanti
- Chicago Rockers
- Fort Wayne Fury
- Gr. Rapids Mackers
- Harrisburg Hamn.s
- Hartford Hellcats
- Mexico Aztecas
- Okl. City Cavalry
- Omaha Racers
- Pittsburgh Piranhas
- Quad City Thunder
- Rapid City Thrillers
- Rockford Lightning
- Shrev. Crawdads
- S. Falls Skyforce
- Tri-City Chinook
- Yakima Sun Kings

## Classifiche

### American Conference

#### Eastern Division
| Squadra                | V  | P  | QW    | PTS   |
| ---------------------- | -- | -- | ----- | ----- |
| Pittsburgh Piranhas    | 27 | 29 | 119,0 | 200,0 |
| Fort Wayne Fury        | 24 | 32 | 99,5  | 171,5 |
| Harrisburg Hammerheads | 15 | 18 | 63,0  | 108,0 |
| Hartford Hellcats      | 11 | 23 | 57,5  | 90,5  |

#### Midwest Division
| Squadra              | V  | P  | QW    | PTS   |
| -------------------- | -- | -- | ----- | ----- |
| Quad City Thunder    | 33 | 23 | 116,5 | 215,5 |
| Rockford Lightning   | 29 | 27 | 121,0 | 208,0 |
| Chicago Rockers      | 28 | 28 | 118,0 | 202,0 |
| Grand Rapids Mackers | 29 | 27 | 114,0 | 201,0 |

### National Conference

#### Western Division
| Squadra              | V  | P  | QW    | PTS   |
| -------------------- | -- | -- | ----- | ----- |
| Yakima Sun Kings     | 36 | 20 | 130,5 | 238,5 |
| Sioux Falls Skyforce | 34 | 22 | 131,0 | 233,0 |
| Tri-City Chinook     | 32 | 24 | 127,5 | 223,5 |
| Rapid City Thrillers | 31 | 25 | 119,5 | 212,5 |

#### Southern Division
| Squadra               | V  | P  | QW    | PTS   |
| --------------------- | -- | -- | ----- | ----- |
| Oklahoma City Cavalry | 26 | 30 | 106,0 | 211,0 |
| Omaha Racers          | 26 | 30 | 97,5  | 175,5 |
| Mexico City Aztecas   | 19 | 37 | 100,5 | 157,5 |
| Shreveport Crawdads   | 17 | 39 | 82,0  | 133,0 |

## Play-off

### Primo turno
|  | Grand Rapids Mackers | 110 – 104 | Chicago Rockers |  |

|  | Chicago Rockers | 87 – 76 | Grand Rapids Mackers |  |

|  | Chicago Rockers | 102 – 94 | Grand Rapids Mackers |  |

|  | Rockford Lightning | 118 – 104 | Fort Wayne Fury |  |

|  | Rockford Lightning | 117 – 108 | Fort Wayne Fury |  |

|  | Tri-City Chinook | 113 – 101 | Rapid City Thrillers |  |

|  | Tri-City Chinook | 120 – 110 | Rapid City Thrillers |  |

|  | Omaha Racers | 119 – 114 | Sioux Falls Skyforce |  |

|  | Sioux Falls Skyforce | 118 – 109 | Omaha Racers |  |

|  | Omaha Racers | 107 – 104 | Sioux Falls Skyforce |  |

### Secondo turno
|  | Chicago Rockers | 90 – 86 | Quad City Thunder |  |

|  | Chicago Rockers | 100 – 97 | Quad City Thunder |  |

|  | Quad City Thunder | 109 – 77 | Chicago Rockers |  |

|  | Quad City Thunder | 94 – 90 | Chicago Rockers |  |

|  | Chicago Rockers | 103 – 100 | Quad City Thunder |  |

|  | Pittsburgh Piranhas | 119 – 112 | Rockford Lightning |  |

|  | Pittsburgh Piranhas | 101 – 93 | Rockford Lightning |  |

|  | Rockford Lightning | 131 – 130 (d.1t.s.) | Pittsburgh Piranhas |  |

|  | Rockford Lightning | 125 – 115 | Pittsburgh Piranhas |  |

|  | Pittsburgh Piranhas | 120 – 113 | Rockford Lightning |  |

|  | Yakima Sun Kings | 109 – 103 (d.1t.s.) | Tri-City Chinook |  |

|  | Tri-City Chinook | 103 – 89 | Yakima Sun Kings |  |

|  | Yakima Sun Kings | 106 – 102 (d.1t.s.) | Tri-City Chinook |  |

|  | Yakima Sun Kings | 115 – 102 | Tri-City Chinook |  |

|  | Oklahoma City Cavalry | 110 – 98 | Omaha Racers |  |

|  | Omaha Racers | 118 – 111 | Oklahoma City Cavalry |  |

|  | Oklahoma City Cavalry | 117 – 112 | Omaha Racers |  |

|  | Omaha Racers | 105 – 101 | Oklahoma City Cavalry |  |

|  | Oklahoma City Cavalry | 108 – 106 (d.1t.s.) | Omaha Racers |  |

### Finali di conference
|  | Pittsburgh Piranhas | 99 – 95 | Chicago Rockers |  |

|  | Pittsburgh Piranhas | 112 – 110 (d.1t.s.) | Chicago Rockers |  |

|  | Pittsburgh Piranhas | 96 – 87 | Chicago Rockers |  |

|  | Yakima Sun Kings | 131 – 114 | Oklahoma City Cavalry |  |

|  | Oklahoma City Cavalry | 115 – 97 | Yakima Sun Kings |  |

|  | Yakima Sun Kings | 104 – 96 | Oklahoma City Cavalry |  |

|  | Yakima Sun Kings | 116 – 102 | Oklahoma City Cavalry |  |

### Finale CBA
|  | Yakima Sun Kings | 110 – 97 | Pittsburgh Piranhas |  |

|  | Yakima Sun Kings | 116 – 113 | Pittsburgh Piranhas |  |

|  | Pittsburgh Piranhas | 105 – 100 | Yakima Sun Kings |  |

|  | Pittsburgh Piranhas | 106 – 94 | Yakima Sun Kings |  |

|  | Yakima Sun Kings | 102 – 99 | Pittsburgh Piranhas |  |

|  | Yakima Sun Kings | 94 – 92 | Pittsburgh Piranhas |  |

### Tabellone
|  | Primo turno | Primo turno  | Primo turno   |            |          | Secondo turno | Secondo turno | Secondo turno |  |    | Finali di conference | Finali di conference | Finali di conference |   |  | Finale CBA | Finale CBA | Finale CBA |
|  |             |              |               |            |          |               |               |               |  |    |                      |                      |                      |   |  |            |            |            |
|  |             |              |               |            |          |               |               |               |  |    |                      |                      |                      |   |  |            |            |            |
|  |             | 1a           | Quad City     | 2          |          |               |               |               |  |    |                      |                      |                      |   |  |            |            |            |
|  |             |              |               | 2          |          |               |               |               |  |    |                      |                      |                      |   |  |            |            |            |
|  |             |              | 4a            | Chicago    | 3        |               |               |               |  |    |                      |                      |                      |   |  |            |            |            |
|  | 5a          | Grand Rapids | 4a            | Chicago    | 3        | 1             |               |               |  |    |                      |                      |                      |   |  |            |            |            |
|  | 5a          | Grand Rapids |               |            |          | 1             |               |               |  |    |                      |                      |                      |   |  |            |            |            |
|  | 4a          | Chicago      | 2             |            |          |               |               |               |  |    |                      |                      |                      |   |  |            |            |            |
|  | 4a          | Chicago      | 2             |            |          |               |               |               |  | 4a | Chicago              | 0                    |                      |   |  |            |            |            |
|  |             |              |               |            |          |               |               |               |  | 4a | Chicago              | 0                    |                      |   |  |            |            |            |
|  |             | 2a           | Pittsburgh    | 3          |          |               |               |               |  |    |                      |                      |                      |   |  |            |            |            |
|  | 3a          | 2a           | Pittsburgh    | 3          | Rockford | 2             |               |               |  |    |                      |                      |                      |   |  |            |            |            |
|  | 3a          |              |               |            | Rockford | 2             |               |               |  |    |                      |                      |                      |   |  |            |            |            |
|  | 6a          | Fort Wayne   | 0             |            |          |               |               |               |  |    |                      |                      |                      |   |  |            |            |            |
|  | 6a          | Fort Wayne   | 0             |            | 3a       | Rockford      | 2             |               |  |    |                      |                      |                      |   |  |            |            |            |
|  |             |              |               |            | 3a       | Rockford      | 2             |               |  |    |                      |                      |                      |   |  |            |            |            |
|  |             |              | 2a            | Pittsburgh | 3        |               |               |               |  |    |                      |                      |                      |   |  |            |            |            |
|  |             |              | 2a            | Pittsburgh | 3        |               |               |               |  |    |                      |                      |                      |   |  |            |            |            |
|  |             |              |               |            |          |               |               |               |  |    |                      |                      |                      |   |  |            |            |            |
|  |             |              |               |            |          |               |               |               |  |    |                      |                      |                      |   |  |            |            |            |
|  |             |              |               |            |          |               |               |               |  |    |                      | 2a                   | Pittsburgh           | 2 |  |            |            |            |
|  |             |              |               |            |          |               |               |               |  |    |                      |                      |                      |   |  |            |            |            |
|  |             | 1n           | Yakima        | 4          |          |               |               |               |  |    |                      |                      |                      |   |  |            |            |            |
|  |             | 1n           | Yakima        | 4          |          |               |               |               |  |    |                      |                      |                      |   |  |            |            |            |
|  |             |              |               |            |          |               |               |               |  |    |                      |                      |                      |   |  |            |            |            |
|  |             |              |               |            |          |               |               |               |  |    |                      |                      |                      |   |  |            |            |            |
|  |             | 2n           | Oklahoma City | 3          |          |               |               |               |  |    |                      |                      |                      |   |  |            |            |            |
|  |             |              |               | 3          |          |               |               |               |  |    |                      |                      |                      |   |  |            |            |            |
|  |             |              | 6n            | Omaha      | 2        |               |               |               |  |    |                      |                      |                      |   |  |            |            |            |
|  | 6n          | Omaha        | 6n            | Omaha      | 2        | 2             |               |               |  |    |                      |                      |                      |   |  |            |            |            |
|  | 6n          | Omaha        |               |            |          | 2             |               |               |  |    |                      |                      |                      |   |  |            |            |            |
|  | 3n          | Sioux Falls  | 1             |            |          |               |               |               |  |    |                      |                      |                      |   |  |            |            |            |
|  | 3n          | Sioux Falls  | 1             |            |          |               |               |               |  | 2n | Oklahoma City        | 1                    |                      |   |  |            |            |            |
|  |             |              |               |            |          |               |               |               |  | 2n | Oklahoma City        | 1                    |                      |   |  |            |            |            |
|  |             | 1n           | Yakima        | 3          |          |               |               |               |  |    |                      |                      |                      |   |  |            |            |            |
|  | 4n          | 1n           | Yakima        | 3          | Tri-City | 2             |               |               |  |    |                      |                      |                      |   |  |            |            |            |
|  | 4n          |              |               |            | Tri-City | 2             |               |               |  |    |                      |                      |                      |   |  |            |            |            |
|  | 5n          | Rapid City   | 0             |            |          |               |               |               |  |    |                      |                      |                      |   |  |            |            |            |
|  | 5n          | Rapid City   | 0             |            | 4n       | Tri-City      | 1             |               |  |    |                      |                      |                      |   |  |            |            |            |
|  |             |              |               |            | 4n       | Tri-City      | 1             |               |  |    |                      |                      |                      |   |  |            |            |            |
|  |             |              | 1n            | Yakima     | 3        |               |               |               |  |    |                      |                      |                      |   |  |            |            |            |
|  |             |              | 1n            | Yakima     | 3        |               |               |               |  |    |                      |                      |                      |   |  |            |            |            |
|  |             |              |               |            |          |               |               |               |  |    |                      |                      |                      |   |  |            |            |            |

## Vincitore
| Campione CBA 1995            |
| ---------------------------- |
| Yakima Sun Kings (1º titolo) |

## Statistiche
| Categoria             | Giocatore      | Squadra                | Stat |
| --------------------- | -------------- | ---------------------- | ---- |
| Punti per gara        | Jerome Harmon  | Fort Wayne Fury        | 28,0 |
| Rimbazi per gara      | Jerome Lane    | Oklahoma City Cavalry  | 11,8 |
| Assist per gara       | Greg Grant     | Mexico City/Pittsburgh | 9,8  |
| Palle rubate per gara | Sebastian Neal | Omaha Racers           | 1,9  |
| Stoppate per gara     | Mike Bell      | Rockford/Quad City     | 3,4  |

## Premi CBA
- CBA Most Valuable Player: Eldridge Recasner, Yakima Sun Kings
- CBA Coach of the Year: Morris McHone, Yakima Sun Kings
- CBA Defensive Player of the Year: Mike Bell, Rockford Lightning
- CBA Newcomer of the Year: Marques Bragg, Grand Rapids Mackers
- CBA Rookie of the Year: Kendrick Warren, Rockford Lightning
- CBA Executive of the Year: Greg Heineman, Sioux Falls Skyforce
- CBA Playoff MVP: Aaron Swinson, Yakima Sun Kings
- All-CBA First Team
  - Marques Bragg, Grand Rapids Mackers
  - Chucky Brown, Yakima Sun Kings
  - Tony Dawson, Rockford Lightning
  - Kevin Pritchard, Quad City Thunder
  - Eldridge Recasner, Yakima Sun Kings
- All-CBA Second Team
  - Lloyd Daniels, Fort Wayne Fury
  - Randolph Keys, Quad City Thunder
  - Jerome Lane, Oklahoma City Cavalry
  - Tim Legler, Omaha Racers
  - Darrick Martin, Sioux Falls Skyforce
- CBA All-Defensive First Team
  - Mike Bell, Rockford Lightning
  - James Blackwell, Pittsburgh Piranhas
  - Randolph Keys, Quad City Thunder
  - Erik Martin, Yakima Sun Kings
  - Brian Oliver, Rockford Lightning
- CBA All-Rookie First Team
  - Kendrick Warren, Rockford Lightning
  - Aaron Swinson, Yakima Sun Kings
  - Derrick Phelps, Chicago Rockers
  - Ryan Lorthridge, Mexico Aztecas / Rockford Lightning
  - Albert Burditt, Oklahoma City Cavalry
- CBA All-Rookie Second Team
  - Stevin Smith, Grand Rapids Mackers
  - Mark Boyd, Mexico Aztecas
  - Kris Bruton, Pittsburgh Piranhas
  - Anthony Goldwire, Yakima Sun Kings
  - Robert Churchwell, Chicago Rockers